# Seznam démonů a magických postav seriálu Čarodějky
Toto je seznam démonů a magických postav v seriálu Čarodějky.

## B

### Barbas
Barbas zvaný také jako Démon strachu, je starobylý démon vyšší třídy. Jeho hlavní síla je číst obavy svých obětí a použít je proti nim. Původně byl vázán k cyklu, který mu umožnil vrátit se na zem jednou za 1300 let. Tento cyklus šlo ukončit pouze tehdy, když zabil 13 svobodných čarodějek 13. v pátek. Nicméně Barbas našel jinou cestu a utekl. Mnohokrát bojoval se sestrami.
V paralelním světě je démonem naděje.
Objevil se v dílech Strach, Pekelnice, Pomoc pro démona, Tribunál, Špatný, špatný svět a Volání do zbraně.
Herec: Billy Drago
Schopnosti

Aktivní síly:
- kouř-objevení – schopnost se teleportovat pomocí kouře a rychlého objevení z ničeho
- projekce strachu – schopnost vnímat největší strach někoho a přinutit osobu aby tomu věřila
- změna hlasu – schopnost manipulovat s hlasem
- neuchopitelnost – schopnost projít pevnými látkami

Ostatní síly:
- odolnost – schopnost být imunní proti některým kouzlům, sílám nebo lektvarům
- nesmrtelnost – schopnost mít nekonečný život
- astrální projekce – schopnost promítat se
- planout – schopnost projít plameny
- koule energie – schopnost hodit magickou energii
- snímání – schopnost najít danou osobu

### Bubák
Bubák je démon připomínající oblak černého kouře. Je vězněm Nexu pod domem Halliwellů a je také označován jako "stín". Jeho cílem je každého přivést na temnou stranu. Pohybuje se velmi pomalu.
Objevil se v díle Máme v domě bubáka?, Zkouška, Jak je důležité míti Phoebe, Démoni v domě a Děje se tu cosi čarodějného.
Schopnosti

Aktivní síly:
- posedlost – schopnost posednout osobu
- předání síly – schopnost předat magickou sílu jiné osobě
- stínové výbuchy – schopnost vytvářet výbuchy stínů
- manipulace stínu – schopnost manipulovat stínem
- kouř – schopnost se teleportovat kouřem

Ostatní síly:
- nesmrtelnost – schopnost mít nekonečný život
- odolnost – schopnost být imunní proti některým kouzlům, sílám nebo lektvarům
- neuchopitelnost – schopnost projít pevnými látkami

## C

### Cynda
Cynda byla démonka která se přeměňovala. Přestěhovala se přes ulici čarodějek spolu s dalšíma dvěma démony, a vydávali se za sourozence, byl to Fritz a Marshall. Chtěli získat moc čarodějek ale byli zničeni na konci dílu.
Objevil se v díle Návrat.
Herec: Mariah O'Brien
Schopnosti

Aktivní síly:
- přeměňování – schopnost měnit svou fyzickou formu na jinou bytost
- změna hlasu – schopnost manipulovat s hlasem

## F

### Fritz
Fritz byl démon, který se přeměňoval. Přestěhoval se přes ulici čarodějek spolu s dalšími dvěma démony, a vydávali se za sourozence, byl to Marshall a Cynda. Chtěli získat moc čarodějek ale byli zničeni na konci dílu.
Objevil se v díle Návrat.
Herec: Eric Matheny
Schopnosti

Aktivní síly:
- přeměňování – schopnost měnit svou fyzickou formu na jinou bytost
- změna hlasu – schopnost manipulovat s hlasem
- super síla – schopnost mít nadlidskou sílu

## G

### Gavin
Gavin byl zaklínač, který byl poslán zpět z budoucnosti aby zničil vakcínu která měla odstranit všechny zaklínače.
Objevil se v díle Pohled z budoucnosti.
Herec: Brad Greenquist
Schopnosti

Aktivní síly:
- optické energetické paprsky – schopnost vytvoření paprsku modrého světla z třetího oka, které má schopnost laseru
- super síla – schopnost mít nadlidskou sílu

Neaktivní síly:
- vysoká odolnost – schopnost přežít smrtící útoky
- nesmrtelnost – schopnost mít nekonečný život

## H

### Hannah Webster
Hannah Webster byla zaklínačka a asistentka Rexe Bucklanda mějitele Buckland Auction House. Posla ji s Rexem Zdroj všeho zla aby potvrdil existenci čarodějek. Spolu s Rexem sledovali Prue v jeho podniku. Byl zabita dvěma zaklínači spolu s Rexem.
Objevila se v dílech Až na kůži, Ďábelský sňatek, Pohled z budoucnosti, Návrat čarodějky a Závist
Herec: Leigh-Allyn Baker
Schopnosti

Základní síly:
- kouzlení
- vyrábění lektvarů
- věštění

Aktivní síly:
- termokineze – schopnost vytvářet teplo myslí
- přeměňování – schopnost měnit svou fyzickou formu na jinou bytost
- pohlcení síly – schopnost vstřebat sílu jiné bytosti

Ostatní síly:
- nesmrtelnost – schopnost mít nekonečný život
- vysoká odolnost – schopnost přežít smrtící útoky

### Hekaté
Hekaté je královna podsvětí, která přichází na Zemi po 200 letech, aby našla nevinného muže z urozené rodiny, a použila na něj kouzlo a proměnila ho v démona. Byla první démon vyšší třídy, se kterým se sestry potkaly. Než Hekaté promění muže, musí si ho napřed vzít.
Objevila se v díle Ďábelský sňatek.
Herec: Sarah Rose Peterson
Schopnosti

Základní síly:
- kouzlení

Aktivní síly:
- super síla – schopnost mít nadlidskou sílu
- přeměňování – schopnost měnit svou fyzickou formu na jinou bytost

Ostatní síly:
- nesmrtelnost – schopnost mít nekonečný život
- vysoká odolnost – schopnost přežít smrtící útoky

## J

### Javna
Javna byl démon nižší třídy, který kradl sílu mnoha mladých žen, aby získal jejich mládí. Mezi smrtelníky používal jméno Stefan. Aby přilákal mladé ženy, říkal že je slavný fotograf, a že by je chtěl vyfotografovat.
Odstraněn sestrami kouzlem Ruka Fatimy, jež bylo nezbytné k vyhnání Javny.
Objevil se v díle Až na kůži.
Herec: Michael Philip
Schopnosti

Aktivní síly:
- vysání života – schopnost vypuštění života, které vede k smrti
- telekineze – schopnost pohybovat předměty myslí

Další síly:
- vysoká odolnost – schopnost přežít smrtící útoky
- nesmrtelnost – schopnost mít nekonečný život

### Jeremy
Jeremy byl zaklínač, který žil v utajení jako zpravodaj San Francisco Chronicle. Byl prvním zlým, kterého sestry zničily. Chodil s Piper se kterou se setkal v nemocnici. Potají zabíjel čarodějnice a čtvrtou byla Serena Fredrick. Od první chvíle věděl, že Piper je čarodějka. Poté, co sestry zjistily že je zlý, použily na něj kouzlo, které způsobilo vyrůstání trnů z jeho těla, ale nezničilo ho to. Poté je přišel zabít, proto použily kouzlo Moci tří, které ho zničilo.
Přesně o rok později ho démon Abraxas přivedl zpět k životu čtením z Knihy stínu pozadu. Jeremy napadl Piper v klubu P3. Poté byl opět zničen.
Objevil se v dílech Všechno zlé pro něco dobré a Zkouška.
Herec: Eric Scott Woods
Schopnosti

Základní síly:
- kouzlení
- vyrábění lektvarů
- věštění

Aktivní síly:
- psychokineze – schopnost pohybovat předměty myslí
- pyrokineze – schopnost vytvářet oheň myslí a pohybovat sním
- aerokineze – schopnost vytvářet vítr myslí a pohybovat sním
- změna hlasu – schopnost manipulovat s hlasem

Neaktivní síly:
- překonávání účinků – schopnost překonání účinků molekulárních schopností
- pohlcení síly – schopnost vstřebat sílu jiné bytosti

## K

### Kali
Kali je démonická čarodějka nižší třídy, která byla vykázána do jiné dimenze. Objevuje se v lesklých povrchách. Láká osoby, aby se dotkly jejího odrazu a ona se přesune do jejich těla.
Objevil se v díle Čtvrtá sestra.
Herec: Rebekah Carlton
Schopnosti

Základní síly:
- kouzelní
- výroba lektvarů

Aktivní síly:
- pyrokineze – schopnost vytvářet oheň myslí a pohybovat sním
- termokineze – schopnost vytvářet teplo myslí
- ohnivé koule – schopnost vytvářet ohnivé koule
- telekineze – schopnost pohybovat předměty myslí
- předání síly – schopnost předat magickou sílu jiné osobě
- vlastnění – schopnost vejít do těla jiné osoby a ovládat ji
- pohlcení síly – schopnost vstřebat sílu jiné bytosti

Ostatní síly:
- nesmrtelnost – schopnost mít nekonečný život

## M

### Marshall
Marshall byl démon, který se přeměňoval. Vydával se za bratra dalších dvou démonů Cyndy a Fritze. Přestěhovali se přes ulici čarodějek aby získali jejich sílu. Přeměnil se na jejich otce, ale tento plán selhal, když se objevil pravý otec sester. Byli zničeni na konci dílu.
Objevil se v díle Návrat.
Herec: Markus Flanagan
Schopnosti

Aktivní síly:
- přeměňování – schopnost měnit svou fyzickou formu na jinou bytost
- změna hlasu – schopnost manipulovat s hlasem

### Matthew Tate
Matthew Tate byl mocný zaklínač ze 17. století se silou napodobování. Během Salemského pronásledování čarodějnic, svedl Melindu Warrenovou a okopíroval její síly. Použil síly, aby Melindu zajali, a byla odsouzena k upálení. On jí navštívil ve vězení, a nečekaně Melinda použila svou sílu a uvěznila ho v medailonku. Zaklínači Rex Buckland a Hannah Webster dali záměrně Prue medailonek a ona ho osvobodila. Poté byl zničen pomocí povolání Melindy.
Objevil se v díle Návrat čarodějky.
Herec: Billy Wirth
Schopnosti

Základní síly:
- kouzlení
- vyrábění lektvarů
- vyhledávání

Aktivní síly:
- napodobování – schopnost napodobit aktivní schopnost jiného

Neaktivní síly:
- odolnost – schopnost být imunní proti některým kouzlům, sílám nebo lektvarům
- nesmrtelnost – schopnost mít nekonečný život

## N

### Nicholas
Nicholas je zaklínač, který šel po sestrách roku 1999, poté co přinutil jejich matku, aby použily kouzlo kterým připraví sestry o moc ale byl zničen přesunem sester do minulosti.
Objevil se v díle Návrat a Zkouška.
Herec: Andrew Jackson a Rick Cramer
Schopnosti

Základní síly:
- kouzlení
- vyrábění lektvarů
- věštění

Aktivní síly:
- zvyšovat teplotu krve – schopnost zvýšit teplotu krve na bod varu
- přeměňování – schopnost změnit svůj vzhled
- pohlcení síly – schopnost vstřebat sílu jiné bytosti

Neaktivní síly:
- odolnost – schopnost být imunní proti některým kouzlům, sílám nebo lektvarům
- nesmrtelnost – schopnost mít nekonečný život

## R

### Rex Buckland
Rex Buckland byl zaklínač, který měl za úkol zničit sestry. Byl majitelem Buckland Auction House, který se specializuje na cenné starožitnosti. Poslal ho Zdroj všeho zla, aby potvrdil existenci čarodějek. Do svého podniku najal Prue kterou celou dobu sledoval. Byl zabit dvěma zaklínači se svojí spolupracovnicí Hannah Webster.
´Objevil se v dílech Až na kůži, Čaroděj snů, Ďábelský sňatek, Pohled z budoucnosti, Návrat čarodějky a Závist
Herec: Neil Roberts
Schopnosti

Základní síly:
- kouzlení
- vyrábění lektvarů
- věštění

Aktivní síly:
- neviditelná astrální projekce – schopnost promítat se v neviditelné osobě
- ovládání mysli – schopnost přinutit někoho aby něco udělal
- vytváření iluzí – schopnost vytvářet iluze, které vypadají skutečně

## S

### Strážce urny
Strážce urny je kouzelná bytost, která chrání neocenitelnou egyptskou urnu, která byla majetkem starověkého čaroděje. Po jeho smrti byla urna ukradena a na urnu byla hozena kletba. Zloděj navštívil krásnou ženu, ale nemilosrdnou strážkyni, aby byla potrestána za svoji chamtivost. Živí se chamtivostí druhých.
Objevil se v díle Na hliněných nohou.
Herec: Stacy Haiduk
Schopnosti

Aktivní síly:
- kouř-objevení – schopnost se teleportovat pomocí kouře a rychlého objevení z ničeho
- transformace – schopnost transformovat objekty, sebe nebo někoho něco jiného

Ostatní schopnosti:
- snímání – schopnost lokalizovat někoho, kdo urnu ukradl
- nesmrtelnost – schopnost mít nekonečný život

## W

### Wendigo
Wendigo je démonický tvor, který si může změnit podobu. Loví v průběhu tří nocí za úplňku a snaží se pohltit srdce svých obětí. Ti kdo přežijí jeho poškrábání, stanou se Wendigem. Jeho jediná slabina je oheň. Nejvíce hledají své oběti v krevní skupině AB a jsou zamilovaní.
Objevil se v díle Wendigo.
Herec: Jocelyn Seagrave
Schopnosti

Aktivní síly:
- limitované přeměňování – schopnost měnit svou fyzickou formu na jinou bytost
- předání síly – schopnost předat magickou sílu jiné osobě
- super síla – schopnost mít nadlidskou sílu
- snímání – schopnost vnímat umístění svých obětí

Ostatní síly:
- nesmrtelnost – schopnost mít nekonečný život
- regenerace – schopnost se rychle zotavit ze zranění
- rozšíření smyslů – schopnost mít více smyslů

### Woogyman
Woogyman je démon připomínající černý oblak. Je udržován v Nexu, v domě sester. Ochromuje lidi strachem a vstupuje do jejich těl. Jeho slabinou jsou pomalé pohyby.
Objevil se v dílech: Máme v domě bubáka?, Zkouška, Jak je důležité míti Phoebe, Démoni v domě a Děje se tu cosi čarodějného.

## Y

### Yama
Yama je strážce brány v Del Huoy, která vede do čínského pekla. Je vojákem s černým koněm a zelenýma očima. Snaží se chytit duše, napíchat je na své kopí a nestará se jestli to jsou duše zlé nebo dobré. Na Zemi se objeví poté kde někdo zemře a má příležitost k chycení duše než je tělo řádně pohřbeno.
Snažil se získat duši Marka Chaoa nevinného mladého muže který byl zabit Tony Wongem. Mark našel čarodějky, které mu pomohli najít své tělo. Poté byl Yama zahnán.
Objevil se v díle Rande s duchem.
Herec: Todd Newton
Schopnosti

Aktivní síly:
- kouř-objevení – schopnost se teleportovat pomocí kouře a rychlého objevení z ničeho
- pohlcení duší – schopnost pohlcení duše zemřelého

Ostatní síly:
- snímání – schopnost najít duše a pohltit je před pohřbem
- nesmrtelnost – schopnost mít nekonečný život
- vysoká odolnost – schopnost přežít smrtící útoky